# Силвестър Иванов
Силвестър Иванов е български професионален класически волейболист (диагонал, състезател на ВК „Сливнишки герой“ от 2016 г.) и плажен волейболист.

## Биография
Иванов е роден в София. Завършва столичното 132-ро средно общообразователно училище „Ваня Войнова“ и Университета за национално и световно стопанство (УНСС) в София.

### Класически волейбол
Започва още от дете да се занимава с волейбол. Играе за отбора на УНСС в държавното първенство по волейбол.
През 2016 година е привлечен от бившия национал и треньор на националния тим на България по волейбол Мартин Стоев в неговия нов проект ВК „Сливнишки герой“ (Сливница), с който се състезава в Националната волейболна лига. Още през същата година тимът спечелва промоция за професионалната Висша волейболна лига, където играе в сезон 2017/2018 т. под ръководството на опитния треньор Стоян Стоев. С отбора стига до престижния трети кръг от Купата на България, където сливничани се изправят срещу шампиона ВК „Нефтохимик 2010“ (Бургас).

### Плажен волейбол
Иванов е също известен и успешен състезател по плажен волейбол. Заедно с партньора си Тома Станков печели няколко турнира от веригата Beach Volley Mania и са балкански шампион по плажен волейбол, както и участници в Европейско първенство през 2013 година.